# DutchBird
DutchBird – nieistniejąca już holenderska czarterowa linia lotnicza z siedzibą w Amsterdamie. Głównym węzłem był Port lotniczy Amsterdam-Schiphol. Linia powstała w 2000 roku a pierwsze loty rozpoczęły się w listopadzie tego samego roku. W latach 2001, 2002, 2003 linia była uznawana za najlepszą holenderską linię czarterową. Operacje zostały zawieszone w grudniu 2004 roku.

## Kierunki lotów
Przewoźnik oferował czarterowe przeloty do: Austrii (zimą), Egiptu, Gambii, Grecji,     Hiszpanii, Portugalii, Turcji oraz na Wyspy Kanaryjskie.

## Flota
Flota przewoźnika składała się z 6 samolotów. Istniały uzupełnienia floty o samolotów Airbus A330, lecz nie doszło do ich realizacji.